# スーパーパズルファイターIIX
『スーパーパズルファイターIIX』（スーパーパズルファイターツーエックス、Super Puzzle Fighter II X）は、1996年5月31日にカプコンより稼働開始したアーケード用対戦型落ち物パズルゲーム。公式の略称は「スパズル」だが、「スパズルX」や「パズルファイター（パズファイ）」などとも呼ばれる。
タイトルは『- IIX』となっているものの、これは同社の『スーパーストリートファイターIIX』より名付けられたことによるもので、前作が存在するわけではない。また『スーパーストリートファイターIIX』の日本国外での名称は、Super Street Fighter II Turboであるため、本作のタイトルも日本国外では、Super Puzzle Fighter II Turboという名称となっている。
ゲーム誌『ゲーメスト』（新声社）誌上で行われた「第10回ゲーメスト大賞」（1996年度）においてベストアクション賞で6位、年間ヒットゲームで34位を獲得した。
後に他機種で発売された（#他機種版）。

## ゲーム内容
「大きな塊を作って消す」というゲーム内容は同社の『ぷにっきいず』がベースとなっているが、1人用のモードは同作の耐久モードではなく、コンピュータとの対戦形式が採用されている。
キャラクターは同社の対戦型格闘ゲーム『ストリートファイター』シリーズや『ヴァンパイア』シリーズのキャラクターが2頭身にアレンジされている。また、『ストリートファイター』から参戦したキャラクターは当時稼動していた『ストリートファイターZERO2』がベースとなっている。
ステージ途中の中間デモやエンディングデモには、「SHOW TIME」（日本国外版では「INTERMISSION」）と呼ばれるコントのような小劇が流れる。また、原作の格闘ゲームではゲームスピードを星印で表していたことから、プレイ中の画面に表示されるロゴマークの「X」も「★」へと変更されている。

## 基本ルール
以下では、アーケード版準拠の標準ルール「Xモード」について解説する。
- 左右のフィールドでコンピュータまたは人間との1対1の対戦形式でプレイする。
- 画面上部から2個1組で降ってくるジェムと呼ばれる宝石型ブロックを、方向キーで左右に操作、ボタンで回転させて積み上げ、同色のクラッシュジェム（起爆ジェム）を繋げて壊し、消していく。
- フィールドは横6マス×縦12マス（+天井2段）。画面上部、左から4列目からジェムが降ってくる。この落下口が完全に塞がると負けになる。
- ジェムを壊すと相手側フィールドにカウンタージェム（お邪魔ジェム）を落として攻撃できる。最終的に相手のジェム落下口を塞いで勝利するのが目的。
- 勝負はラウンド制で、規定ラウンド数分勝利した側が最終的な勝者となる。
- フィールドへ落下するカウンタージェムの量は画面上部に予告されるが、相手からカウンタージェムを送られてもまだ降ってきていない時（予告が表示されている間）にジェムを壊すと、こちらの攻撃で打ち消す（相殺）ことが可能。ただし、対戦から3分経過すると、その対戦では相殺が一切できなくなる。
- ジェムを壊した後、上に乗っていたジェムは落下する。この時、再び別のジェムが同色のクラッシュジェムと繋がった場合は連鎖も発生する。ただし本作では連鎖よりもパワージェムが重要となるため、よほど大きな連鎖をしない限り攻撃力は低い。
- 対コンピュータ戦のゲームモードは「EASY」「NORMAL」「HARD」の3種類。EASYは3ステージのみ戦う。NORMALとHARDは敵の強さのみ異なり、8人の敵（順番はランダム）を勝ち抜いた後に、最終ボス戦となる。NORMAL以上では条件を満たすと乱入キャラクターが登場することがある。また、家庭用の追加モード「EXPERT（欧米版ではMASTER）」は基本的にNORMAL・HARDと同様だが、さらに難易度が上がり相殺システムが無くなる。

### ジェムの種類
ジェムの種類は、赤・緑・青・黄の4色のノーマルジェム（およびパワージェム）、クラッシュジェム、カウンタージェムと、これらとは別に虹色のレインボージェムが存在する。大きなパワージェムを作成して破壊するのがゲームの要となっている。
ノーマルジェム
四角形の形をした通常のジェム。4種類の色が存在し、同じ色のノーマルジェムを上下左右に並べるとどこまでも繋がるが、これだけでは消えない。
パワージェム
2×2以上の大きさで同色のノーマルジェムを四角形型に組み合わせると、合体して大きな1つのパワージェムに変化する。これは、同色ジェムで四角形を組み立てる限り、ジェムを追加すればどこまでも大きくすることができる（例えば2×2のジェムの上に同色2個を並べて2×3にしたり、さらにその脇に同色縦3個を追加して3×3に育てたり、などが可能）。ただし、一度パワージェム化したジェムは元に戻すことはできない（下に段差があると引っかかってしまう）。大きさと攻撃力が異なる点を除けば、パワージェムの性質はノーマルジェムと同等である。
なお、ノーマルジェムとパワージェムだけではいくら繋げても消すことができず、壊すためには後述のクラッシュジェムが必要となる。
クラッシュジェム
ジェムを壊すための円形のジェム。ノーマルジェムに混じってたまに降ってくる。これも4色あり、同色のノーマルジェムやパワージェム、クラッシュジェムの上下左右に繋げると、そのジェムに繋がっている同色ジェムが全て破壊される。ジェムを壊すと相手側にカウンタージェムを送り込むことができ、ノーマルジェムよりもパワージェムを、小さな四角形よりも巨大な物を壊した方が攻撃力は高くなる。
カウンタージェム
ジェムを壊すと相手側フィールドに送ることができ、相手側がジェムを壊すと降ってくる、中に数字が表示されたお邪魔ジェム。他のジェム同様4色分存在する。同色のクラッシュジェムを繋げても壊すことができないが、上下左右に隣接しているノーマルジェム（パワージェム）かクラッシュジェムが破壊されると、消えた色に関係なく巻き込まれて一緒に消滅する。
また、内部に書かれたカウント（数字の初期値は通常降ってくる場合「5」）は落下ジェムを1組設置するごとに1ずつ減っていき、カウントが0になる（落下ジェムを5組落とす）とその時点でノーマルジェムに変身する。この場合、変身後に同色が四角形に繋がっていればすぐにパワージェムになり、クラッシュジェムが隣接していれば即座に破壊される。
一度に降る量の制限数はなく全て一気に送られるため、予告されたカウンタージェムの数が72個以上の状態で相殺できない場合は致死量となり、勝敗が確定する。
レインボージェム
ダイヤモンドの形をした特殊なジェム。落下ジェムを25組落とすごとに必ず出現する。このジェムを他のジェムの上に置くと、自分のフィールド内にあるジェムのうち、レインボージェムを置いた下にあるジェムと同色のジェムが種類に関わらず全て消滅する。ただしレインボージェムを使ってジェムを破壊した場合、その時に消えたジェム（1連鎖目）で発生するカウンタージェムの量が半減し、すでに相手に予告されていたものも含め、相手に降るカウンタージェムのカウントの初期値が「3」に減少してしまう。また、床に置いた場合は何も起こらず消えてしまうが、代わりにボーナス点が入る（カウンタージェム発生には影響しない）。

## キャラクター
キャラクターの設定は主に『ストリートファイターZERO』、『ストリートファイターZERO2』（以下『ZERO』と『ZERO2』）、『ヴァンパイア』、『ヴァンパイア ハンター』（以下『ハンター』）が元になっているが、基本的にストーリーは存在せず、エンディングも共通の物となっている。
本作品のキャラクターは原作の格闘ゲーム以上にボイスの種類が多い。また、キャラクターの性格もコミカルにアレンジされているため、原作とは多少雰囲気が異なる場合もある。ステージ背景も元のゲームのパロディで、原作に似ているがところどころ異なっており、ゲストキャラクターがあちこちに出演していたりもする。
連鎖をしたり、相手側にジェムを降らせて攻撃すると、画面中央のキャラクターが挑発をしたり必殺技を出したりなど多彩なアクションを見せる。弱攻撃と挑発は同じアクションになっており、挑発ボタンを押して自ら発動させることもできる（この場合は1試合につき1回のみ）。30個以上のカウンタージェムを同時に送り込むと派手な演出のスーパーコンボが発動し、これでK.O.した場合は画面が光る派手な「あけぼのフィニッシュ」となる。
カウンタージェムの攻撃パターンは各キャラクターごとに固定されているため、あらかじめ落下パターンを覚えておき、それに合わせてノーマルジェムを配置しパワージェムを作りやすくする「シフト」と呼ばれる戦法や、同色のクラッシュジェムを先に設置しておく「時限爆弾」という戦法が有効となる。
なお日本国外版では、レイレイの名前が Hsien-Ko （ヒシェンコー）、ゴウキが Akuma （アクマ）へとそれぞれ変更されている（これらは、原作の格闘ゲームと同様の変更点）。
以下に解説する攻撃パターンは全て通常の「Xモード」でのもの。

### プレイヤーキャラクター
リュウ (Ryu)
声：保志総一朗
『ストリートファイター』の主人公。本作では『ZERO』シリーズ時代の白い鉢巻をしている。攻撃パターンは各色のジェムが縦一列ずつ連なっているという、その真っ直ぐな性格通りの素直な形状。そのため相手に復活されやすいという弱点があるが、全ての列の色が異なるため混戦時には強さを発揮し、細かく消して攻撃しても悪影響を受けづらい。
対戦時の攻撃アクションは、必殺技「波動拳」「ファイヤー波動拳」、スーパーコンボ「真空波動拳」。
ステージは日本。BGMも含め『ZERO』でのリュウステージのアレンジだが、背景が夜になり『ハンター』のキャラクターが同ゲームのキャラ「アナカリス」の必殺技「王家の裁き」で裁かれた状態で登場している。
ケン (Ken)
声：岩永哲哉
リュウのライバル。同じく『ZERO』シリーズのように長髪となっている。攻撃パターンもライバルらしく、リュウとは逆に同色のジェムが横一段ずつ縞模様に積み重なったものになっている。大量攻撃で凸凹の段差に落とせば強いが、少量攻撃だと赤色しか送れない。そのためリュウのように細かく攻撃せず、一気に消して攻撃するのがメインスタイルとなる。
対戦時の攻撃アクションは、必殺技「波動拳」「昇龍拳」、スーパーコンボ「昇龍裂破」。
ステージはアメリカ。BGMも含め『ZERO』でのケンステージのアレンジで、遠景には『パワード ギア』『サイバーボッツ』のヴァリアント・アーマーが見られる。
チュンリー (Chun-Li)
声：宮村優子
『ストリートファイターII』に登場する中国人の女性刑事。本作では、技は『ZERO』シリーズがベースだが、衣装は『ストII』のチャイナ服になっている。攻撃パターンで2×2の四角形型にジェムが複数重なっているため、平らな場所へ送り込むとパワージェムができやすく反撃されやすい。
対戦時の攻撃アクションは、必殺技「百裂脚」、スーパーコンボ「気功掌」。
ステージは中国。『ZERO』と同様に万里の長城だが、視点が異なる。上空にはソンソンが行ったり来たりしており、BGMは『ZERO』の物のアレンジとなっている。勝敗が決すると壁が崩れ、ザンギエフやマイク・ハガーの石像が登場する。
さくら (Sakura)
声：笹本優子
『ZERO2』から登場の、リュウに憧れて戦う女子高生。両端が縦一色、中央が赤と青のシマシマの段という、リュウとケンの攻撃パターンを合体させたようなパターンを持つ。しかし両端の列はリュウと同じ弱点を持ち、また中央の色数が少ないためレインボージェムを使われるとピンチになりやすいという弱点がある。
対戦時の攻撃アクションは、必殺技「波動拳」、スーパーコンボ「真空波動拳」。
ステージは日本。リュウステージと同じだが朝になっており、背景も桜の木や学校に変わっており、銭湯の一部分がアナカリスの頭部を模した物になっている。BGMは『ZERO2』のさくらステージのアレンジ。
モリガン (Morrigan)
声：神宮司弥生
『ヴァンパイア』に登場するサキュバス。本作では連鎖アクションなどで他キャラクターに扮した多彩なコスプレ姿を見せる。攻撃パターンは巨大なV字型を複雑に組み合わせたような独特のパターン。中央にパワージェムが発生しやすいが、その分落下口が埋まってしまうために相手は戦いにくい。
対戦時の攻撃アクションは、必殺技「シャドウブレイド」、スーパーコンボ「ESシャドウブレイド」。モリガンとしては珍しく、本作では「ダークネスイリュージョン」を一切使用しない。
ステージはアーンスランド城前。BGMも含め『ヴァンパイア』でのモリガンステージのアレンジで、右側の池にはサスカッチの頭部の形をした岩やザベルの形をした岩がある。
フェリシア (Felicia)
声：荒木香恵
モリガンと同じく『ヴァンパイア』から登場のキャットウーマン。勝ち台詞などは『ハンター』以前のまだミュージカルスターになる前の設定がベースになっている。攻撃パターンはさくらとチュンリーをさらに混ぜたような形で、さくらの中央部分がチュンリーのように正方形になっている。そのため、パワージェムができやすくレインボージェムにも弱い。
対戦時の攻撃アクションは、必殺技「サンドスプラッシュ」、スーパーコンボ「ESサンドスプラッシュ」「プリーズヘルプミー」。
ステージはアメリカ。BGMも含め『ヴァンパイア』でのフェリシアステージのアレンジで、背景のネオンがケンやベガのものに変わっている。
レイレイ (Lei-Lei / Hsien-Ko)
声：荒木香恵
『ハンター』から登場の女性キョンシー。実は仙術師の姉妹が母を救うために「異形転身の術」を使い変身した姿で、姉のリンリンがおフダとなりキョンシーとなったレイレイを制御している。しかし本作では姉妹とも仇討ちそっちのけでパズルに夢中という設定。『ハンター』では額に貼り付いたままだった姉のリンリンも多彩なアクションを見せる。攻撃パターンは2個ずつのジェムが左上斜めに進んでいく少し変わった形。ノーマルジェムに戻った時に繋がりやすいが、パワージェムには変化しづらい形なので逆転はされにくい。
対戦時の攻撃アクションは、必殺技「地霊刀」、スーパーコンボ「天雷破」。本作では、原作でEX必殺技だった「地霊刀」が必殺技扱いとなり、これが後に『ポケットファイター』へ受け継がれた。また、挑発攻撃アクションでは「暗器砲」の武器でお手玉をする。
ステージは中国。BGMも含め『ハンター』でのレイレイステージのアレンジ。ステージ中央の草むらには目をハートマークにしたザベルがいる。
ドノヴァン (Donovan)
声：岩永哲哉
『ハンター』の主人公で、人間と魔物のハーフのダークハンター。魔剣ダイレクと幼い少女アニタを連れている。元のゲーム同様設定がシリアスなままで、他のキャラクターに比べかなり浮いた雰囲気となっている。ジェムの落下パターンが独特で、1・2段目は赤と黄色の縦並び、3・4段目は巨大な青と緑の3×2の塊となっている。そのため大量攻撃の方がパワージェムが発生しやすくなってしまう。3段前後の攻撃を連発するとかなりの強さを発揮する。
対戦時の攻撃アクションは、必殺技「ソードグラップル」、スーパーコンボ「プレスオブデス」。「プレスオブデス」は、『ハンター』では巨人の足で踏みつける技だったが、本作ではブラド＝アブルードの棺を落とす技に変更された。
ステージは洞窟。モリガンステージに似ているが配色が異なり、背景ではガロンが『ハンター』のオープニング風に吼え続けている他、裁かれ状態のオルバスとフォボスはいる。BGMは『ハンター』のドノヴァンステージのアレンジ。

### ボスキャラクター
以下のキャラクターは通常は選択できないが、隠しコマンドを入力することで隠しキャラクターとして使用することができる。
ダン (Dan)
声：細井治
『ZERO』で初登場した、ピンクの道着を着た格闘家。本作ではルール説明などの案内役を務める（ルール説明デモのタイトルは「サイキョー流パズル道場」）。おちゃらけた性格が元のゲームよりもさらに強調されていて、全ての攻撃アクションが挑発になっている。ラストステージ（「EASY」を除く）では出演できて感激しているところに、背後からゴウキに叩きのめされるというフェイント役として登場する。攻撃パターンは赤一色という最弱なもので、中途半端な攻撃では簡単に反撃される。
ダン使用コマンドはデビロットのそれと同じで、決定するタイミングによりキャラクターが変わる。
対戦時の攻撃アクションは、必殺技「ジャンプ挑発」「脱ぎ挑発」「回転つきジャンプ挑発」、スーパーコンボ「挑発伝説」。ダンの攻撃は全て挑発のため、相手キャラクターは一切やられ動作を取らない。他のキャラクターのように落下口にジェムが迫ってもリアクションを取らず、余裕の表情を崩さない。
ステージはケンステージと全く同じだが、BGMのみ専用となっている。
ゴウキ (Gouki / Akuma)
声：西村知道
『スーパーストリートファイターIIX』で乱入キャラクターとして登場した、殺意の波動をまとった格闘家。本作では「パズルも極めし者」を名乗り、最終ボスとして登場する。元のゲームでの出現時の演出と同じように、ラストステージで乱入してきてダンを「瞬獄殺」で叩きのめす。攻撃パターンではジェムが1色ずつ右上斜めに向かって並んでおり、ゴウキの攻撃を食らうとジェムが繋がりにくく非常に復活しにくい。ただし、プレイヤーキャラクターとして使用した場合は攻撃力が0.75倍になるハンデ補正がある（CPUのゴウキにはない）。
対戦時の攻撃アクションは、必殺技「豪波動拳」「灼熱波動拳」、スーパーコンボ「滅殺豪波動」。
ステージは獄炎島。BGMも含め『ZERO2』での獄炎島ステージのアレンジ。
デビロット (Devilot)
声：神宮司弥生
『サイバーボッツ』からの乱入キャラクターとして登場。非合法スペースコロニー「デスサタン王国」の王女（13歳）であり、世界征服を目指す悪者。しかしその割にはいつも失敗ばかりの小悪党的な存在である。元のゲームではタコ型ヴァリアント・アーマーの「スーパー8」に乗っていたが、本作ではお付きの地獄大師とDr.シュタインを従え生身で参戦（ただし攻撃はスーパー8で行う）。条件を満たすとステージ7開始直後に乱入してくる。キャラクター選択画面において、デビロットの攻撃パターンはゴウキのパターンをそのまま鏡で写したような逆の形で表示されているが、実はこれはフェイクであり、実際のパターンはゴウキの色違いで同じく右上方向となっている。これも彼女の性格を表したフェイントである。プレイヤー使用時に攻撃力が減るのもゴウキと同様。
なおデビロット使用コマンドは決定するタイミングが指定されており、ボタンを押すタイミングを間違えると選択キャラクターがダンになってしまう。
対戦時の攻撃アクションは、必殺技「スーパー8・斧」（原作の「ファイナル0」）、スーパーコンボ「スーパー8・レーザー」（原作の「ギガクラッシュ」）。また、挑発攻撃では彼女が慕うガウェイン・マードックの義手を模したおもちゃで「ガウェインパンチ」を行う。
ステージはシュタイン研究所。右端にスーパー8が鎮座する新規のステージ。BGMはスーパー8のテーマではなく、デビロット専用に作られた新曲となっている。

## 他機種版
アーケードゲームとして稼動後、様々な機種へ移植された。発売日は、日本国内でのもの。
セガサターン、PlayStation
1996年12月6日発売。
アーケードで初登場したおよそ6か月後に2機種で同時発売された。「ストリートパズルモード」が新たに追加され、倒した敵によってキャラクターの追加カラーやサウンドテスト、設定資料イラスト、さくら（笹本優子）が歌う主題歌「この思いを伝えたい」（『ストリートファイターZERO2』のさくらステージのBGMをアレンジした歌）などを入手できた。また、難易度が高く相殺システムのない「エキスパートモード」、2体のおまけキャラクターも追加されている。機種の解像度の関係上、キャラクターがアクションする中央の画面はアーケード版よりも若干狭くなっており（サターン版はさらに狭い）、BGMは家庭用アレンジ版とアーケード版の2種類から選択することができるが、また、アーケード版とは違いダンも乱入キャラクターとして出現するようになった。
SS版とPS版の発売記念イベントを兼ねてそれぞれの機種を使った予選が日本各地で行われ、「スパズル チャンピオンシップ'96 IN 国技館 前」と銘打った公式大会が東京都で開催された。これは、過去に両国国技館で数回行われた『ストリートファイターII』の日本全国大会のパロディであるが、規模の違いから会場は国技館ではなくその近くの別の建物となっていた。
PlayStation版は2015年7月22日よりゲームアーカイブスにて配信が開始され、2018年にはPlayStation Classicにて収録タイトルの1つに選ばれ、プレイすることができる。
Windows 95
1997年3月20日、廉価版：1999年4月16日発売。
PlayStation版をベースとした移植だが、新モードとして「オリジナルモード」を搭載。このモードでは新システムとして「スーパーコンボゲージ（クラッシュゲージ）」が追加され、ジェムを落とす毎に3本までゲージがストックされ、回転ボタンを同時押しするとこのゲージ1本を消費して好きなタイミングで落下中のノーマルジェムをクラッシュジェムに変えることができるようになった。このシステムにより運の要素が減り、より戦略性も上がった。また、カウンタージェムの数字のメーターの進みにタイムラグを付けることができる「カウントスピード」、カウンタージェムの初期数値を変更できる「カウントナンバー」設定も搭載。LANによる通信対戦対応。後に廉価版がメディアカイトから発売された。また、リュウ、ケン、チュンリー、さくらの4名のみ使用できる体験版『スーパーパズルファイターIIX プラクティス』も存在する。
ドリームキャスト
2001年7月5日発売。
日本国内でのみ発売。タイトルが『スーパーパズルファイターIIX for Matching Service』になり、ゲームルールに従来の「スーパーパズルファイターIIXモード」に加えて、ルールが大幅にアレンジされた「Yモード」と「Zモード」が追加された。これらのルールではレインボージェムが登場せず、代わりに新たなジェムとして同様の形状で4色のチェンジジェムが登場する。さらに、任意のカウンタージェムの攻撃パターン配置を作成できる「カウンタージェムエディットモード」、相手側フィールドに通常のジェムが一切降ってこない状態（送ったカウンタージェムは一定時間でリセット）でひたすら練習できる「トレーニングモード」も搭載。基本的にアーケード版の画面やシステムをベースにして新要素が追加されている。前述のPS版などにあった「ストリートパズル」は廃止され、それらで出現していた追加キャラクターなどの隠し要素も（さくらの歌も含め）最初から標準搭載されている。また、キャラクター性能は同じだが技の演出などが異なるアナザーバージョンも追加されている。『for Matching Service』というタイトル通り、インターネットを使用した通信対戦機能も存在したが、マッチングサービスは2003年9月1日に終了となった。
一部の必殺技アクションなどが通常のキャラクターから変更・追加された裏バージョンが追加されている（複数の技が追加されたキャラクターはランダムで使用するようになった）。また、動作だけでなくキャラクター自体が変化する場合もある。
Yモード
操作方法は「Xモード」と同様だが、パワージェムやクラッシュジェムが存在せず、縦・横・斜めの直線上に3個以上の同色のジェムをつなげると消滅する形式。ツモとなるジェムは「Xモード」と同じく2個1組で横回転も可能。プレイ開始時に、ステージごとに決められた配置のカウンタージェムがあらかじめ配置される。ジェムを消すごとにキャラクター上部の「チェンジジェムゲージ」が溜まっていき、ゲージが満タンの状態で発動ボタンを押すと、ネクストジェムの片方がキャラクターごとに決められた色のチェンジジェムに入れ替わり、ゲージが0に戻る。チェンジジェムを同じ色のジェムの上に重ねた場合、フィールド内のその色のノーマルジェムが全て消え、カウンタージェムはノーマルジェムになる。また、違う色に重ねた場合は、フィールド内のその色のノーマルジェムとカウンタージェムが全てチェンジジェムと同じ色に変わる。
Zモード
操作方法は「Xモード」や「Yモード」と大幅に異なり、自分でジェムを落下させて積むのではなく、地面からジェムが時間が経つにつれてせり上がってくるようになり、ジェムに4個分の大きさのカーソルを合わせて回転させて「Xモード」と同じようにクラッシュジェムを繋げて壊していくという形式となる。プレイ開始時にあらかじめ複数のジェムが配置されており、自分でジェムをせり上げることもできるが、どこかの列のジェムが天井（12段目）の高さを超えると敗北となる。ノーマルジェム同士を繋げてパワージェムとなった場合、そのジェムは回転できなくなる。また、クラッシュジェムを同じ色に繋げてもすぐには消えずタイムラグがあり、一定時間光っている状態のときに回転させて遠ざけた場合は破壊されない。相手からの攻撃は、6で除算した余りが上から落下し、残りが画面下の段からせり上がるが、攻撃量によってカウントが異なる（ノーマルジェムで落下することもある）。カウンタージェムは1列分せり上がるごとに1カウント減少する。チェンジジェムはせり上がる列の中にランダムな色で出現し、カウンタージェム以外の同じ色のジェムに繋げるとフィールド内のその色の全てのジェムが消える。

携帯電話アプリ
iアプリ：2002年5月20日、S!アプリ：2002年8月1日、EZアプリ：2004年9月30日発売。
カプコンの携帯電話向け有料サイト「ケータイカプコン」で携帯電話用アプリケーションとして配信されている。CPU戦のシステムが少し変更されており、相手側のフィールドが存在しない。相手の体力ゲージを全て無くすと勝利となり、クリアすると待ち受け画像を得られる。
2014年3月31日にケータイカプコンのサービス終了につき配信終了。
iPhone/iPod touch
2011年5月12日発売。
『カプコンアーケード for iPhone/iPod touch』内に収録。アーケード版準拠の移植だが、隠しキャラクターが最初からオープンされている。
2016年5月10日配信終了。
Steam、PlayStation 4、Nintendo Switch、Xbox One
2022年6月24日、2022年7月22日発売。
『カプコンファイティングコレクション』『カプコンアーケード 2ndスタジアム』に収録。アーケード版をベースに移植しているため、独自の対戦モード、特殊勝利マーク、カラーバリエーション、ショータイム鑑賞など、過去に家庭版で追加された要素は収録されていない。『ファイティング-』では、オプションの設定により隠しキャラクターを容易に出せる（出現方法はDC版に準拠）ほか、難易度を「0」に設定することで各試合開始直後の3分間のみ相手からの攻撃を一切受けなくすることが可能となっている。

### 日本未発売の作品
ゲームボーイアドバンス
欧米では2003年3月末に『Super Puzzle Fighter II』として発売。PlayStation版をベースとした移植であるが、一部処理落ちが発生する。開発元はAtomic Planet Entertainment。
当初、GBA版は日本でも2003年に発売予定とされたが、カプコン公式サイトでは長い間発売日未定のままとなっていた。2006年5月ごろ発売スケジュールから消され日本での発売中止が決定した。
Cell Phone
2006年7月24日に北米で『Super Puzzle Fighter II: Network Battle』として配信。開発元はMikoishi。ネットワーク対戦に対応しており、画面には自分のフィールドのみ表示される。
PlayStation Portable
2007年2月6日には、北米で発売されたPSP用ソフト『Capcom Puzzle World』 に収録された5タイトルの1つとして登場し、同年7月にはヨーロッパやオーストラリアでも発売された。欧米では未発売だったドリームキャスト版をベースとした移植となっている。開発元はSensory Sweep Studios。
Xbox 360、PLAYSTATION 3
欧米では、2007年8月29日からXbox 360のXbox Live Arcadeにて、同年8月30日からPS3のPlayStation Networkにて、本作のリメイクである『Super Puzzle Fighter II Turbo HD Remix』がネット配信された。タイトル選択での表記は「Puzzle Fighter HD」。アジア圏での配信は見送られたため（ただし、PS3版は韓国のみ2007年11月8日より配信）、日本在住のゲーマータグからは体験版のダウンロードおよび製品版の購入ができない。開発元はBackbone Entertainment。
PSP版と同じく、欧米未発売のドリームキャスト版のシステムをベースにしている。グラフィックが描き直され1080pの高解像度となったが、ゲーム中のキャラクターアニメーションのみ原作のドットをそのまま引き伸ばしたものとなっている。DC版のモードに加え、通常の「Xモード」をベースにして一部の攻撃パターンや攻撃力の変更など細部にバランス調整を施した「X'（エックス・ダッシュ）モード」も追加されている。
リュウのステージが『ストリートファイターZERO2』の朱雀城に、ケンとダンのステージが『スパII』のキャラクターたちが集うビーチに、それぞれ変更されている。また、ダンのステージ自体はケンと共通だが、背景タイルのみ『ポケットファイター』で使われた専用のもの（天狗の顔）になった。
ジェムの落下時に上キーを入力すると、一瞬で落下させることができる。
追加された「X'モード」では、レインボージェム使用時の攻撃力が（そのターンの2連鎖目以降で消えたジェムも含め）80％に変わり、リュウ、さくら、モリガン、ヒシェンコー（レイレイ）、フェリシアの攻撃パターンが一部変更されている。また、デビロット使用時の攻撃力補正が85％に上がり、チュンリーは攻撃パターンそのままで攻撃力1.2倍の補正が付くようになった。さらに、アクマ（ゴウキ）は攻撃力が下がらなくなり、プレイヤー使用時は相手からのダメージが+20％アップという、原作の「攻撃性能に優れるが防御力は低い」という性能を再現したものになっている。
Xbox 360版は後に欧米で2012年3月に発売のオムニバスソフト『Capcom Digital Collection』収録の8作品のひとつとして再録されている。日本では発売されていないが、リージョンフリーのため日本版の本体でも動作可能。こちらはHDインストールには対応していない。
Windows Mobile、BlackBerry
Windows Mobile版は2010年2月26日、BlackBerry版は同年3月3日に配信開始。携帯電話アプリ版のシステムをベースに、グラフィックが強化されている。なお、豪鬼の名前はAKUMAに変更されているが、レイレイの名前は日本版と同じLEI-LEIのままになっている。

### キャラクターに関する変更点
リュウ
DC版のアナザーバージョンではさらに、必殺技「竜巻旋風脚」「昇龍拳」、スーパーコンボ「真空竜巻旋風脚」「真・昇龍拳」も使用する。
『HD Remix』の「X'モード」では攻撃パターンが変更。
ケン
DC版のアナザーバージョンではさらに炎の演出が強化されるほか、スーパーコンボ「神龍拳」も使用する。
チュンリー
DC版のアナザーバージョンでは使用技はそのままだが、演出が『ポケットファイター』に近いものになる。
『HD Remix』の「X'モード」では攻撃力が120％に補正される。
さくら
DC版のアナザーバージョンではさらに、必殺技「咲桜拳」、スーパーコンボ「乱れ桜」も使用する。
『HD Remix』の「X'モード」では攻撃パターンが変更。
モリガン
DC版のアナザーバージョンは、シークレットキャラクターの「コウモリ（裁かれモリガン）」に変化する。
『HD Remix』の「X'モード」では攻撃パターンが変更。
フェリシア
DC版のアナザーバージョンではさらに、必殺技「ローリングバックラー」、スーパーコンボ「ESローリングバックラー」も使用する。
『HD Remix』の「X'モード」では攻撃パターンが変更。
レイレイ
DC版のアナザーバージョンは、SS版やPS版でもシークレットキャラクターだった「おフダ（リンリン）」に変化する。
『HD Remix』の「X'モード」では攻撃パターンが変更。
ドノヴァン
DC版のアナザーバージョンは、SS版やPS版でもシークレットキャラクターだった「アニタ」に変化する。
ボスキャラクターはDC版では最初から選択可能になった。
ダン
SS版やPS版では特定の条件を満たすことで中ボスとしても乱入してくるようになった。
アーケード版では挑発ボタンによる挑発が他のキャラクターと同じく1回限りだったが、家庭用からは原作と同様の回数無制限となった。
ゴウキ
家庭用からはスーパーコンボ「瞬獄殺」も追加され、DC版のアナザーバージョンではさらに、必殺技「斬空波動拳」「豪昇龍拳」「竜巻斬空脚」、スーパーコンボ「天魔豪斬空」「滅殺豪昇龍」「滅殺豪螺旋」も使用する。
『HD Remix』の「X'モード」では自身の攻撃力補正が掛からなくなった代わりに、相手から攻撃を受ける際に120％のダメージ補正が掛かる。
デビロット
『HD Remix』の「X'モード」では攻撃力補正が85％に変更。

### おまけキャラクター
以下は家庭用での追加キャラクター。既存のキャラクターのアナザーバージョン扱いとなっているため、ゲーム中での名前の表記や勝利メッセージなどは元のキャラクターのままとなっている。SS版とPS版ではボイスが一切無く、DC版は元のキャラクターのボイスや『ヴァンパイア セイヴァー』（以下『セイヴァー』）でのボイスを流用したものが一部使われている。
おフダ（リンリン）
レイレイの裏キャラクターで、姉であるリンリンが変身した姿。SS版とPS版では、レイレイが試合開始時にダッシュで勢い余って走り去ってしまったため、仕方なく1人おフダ姿のまま戦う。DC版では試合開始時に人間姿のリンリンが術を唱えておフダに変身し、勝利ポーズではレイレイも登場する。なお、彼女はハードモードのエンディングでも人間姿で登場していたため、アーケード版当時は彼女が使えるというデマも流れた。
攻撃パターンはレイレイと全く同じだが、SS版とPS版では攻撃力が1.25倍となっていた。DC版では他のキャラクター同様、単なる別バージョン扱いとなり、レイレイと同性能。
対戦時の攻撃アクションはレイレイと同様、必殺技「地霊刀」、スーパーコンボ「天雷破（の鉄球部分）」。DC版ではさらに、挑発攻撃アクションが画面外からレイレイの投げる「暗器砲」になり、スーパーコンボでK.O.した時には最後にタライが追加される。
アニタ
ドノヴァンの裏キャラクターで、いつも彼に付き従う、心を閉ざした超能力少女。首の無い人形を持ち、相手をKOする時のスーパーコンボとして『マーヴル・スーパーヒーローズ』でも使用した「ラブフォーユー」（首無し人形から無数の人形の頭を発射する技）を使う。SS版とPS版では素手で戦っていたが、DC版ではドノヴァンの魔剣ダイレクでも攻撃を行う。
彼女も攻撃パターンはドノヴァンと同じだが、SS版とPS版では攻撃力が1.25倍になっているためかなり強力。DC版ではドノヴァンと同性能で、勝利時に『セイヴァー』と同じ台詞を喋る。
対戦時の攻撃アクションは、必殺技はSS版・PS版では念力による見えない攻撃（名称不明）、スーパーコンボ「プレスオブデス」「ラブフォーユー」。DC版では必殺技がダイレクを使った「キルシュレッド」「ソードグラップル」になり、「ラブフォーユー」の首のグラフィックが『マーヴル・スーパーヒーローズ』と同じになった。
コウモリ（裁かれモリガン）
DC版で追加されたモリガンの裏キャラクター。試合開始時に画面外からアナカリスの「王家の裁き」がヒットし、裁かれた後のコウモリ姿で戦う。
対戦時の攻撃アクションは、必殺技として「ソウルフィスト」やリリスの「ソウルフラッシュ」、デミトリの『セイヴァー』版「カオスフレア」、スーパーコンボで「ESソウルフィスト」やデミトリの「デモンブラスト」など、『ヴァンパイア』シリーズに登場する飛び道具とよく似た技を使う。

## スタッフ
アーケードスタッフ
- ゲームデザイン：MURASAKI UMAGOYASI（太田直仁）、SPP IORYA（江口勝博）
- プログラマー：KNIGHT RIDER GIU、CHAM CHO CHOY（岡田成司）、SHINCHAN（山崎慎一郎）、ETERNAL SAILOR（廣瀬紀生）、TEAM DIRTYBERET
- スクロールデザイン：NISSUI（西辻朝枝）、IWAI（岩井千佳）、MEIKO.K、SARU、HISOYA AKEMI、OJIJI（向井伸介）、S.KUWATCH（桑島慎也）、TAKKY（大西明子）、KONSUTANTINKUN、HIRO（渡辺弘枝）
- キャラクターデザイン：えだやん、GOIDANOKEI（イケノ）
- オブジェクトデザイン：MASARUSAN N、INO（伊野英樹）、ASKA
- サウンドデザイン：Hiroaki "X68K" Kondo（近藤広明）
- サウンドアシスト：伊勢聡
- ミュージックコンポーザー＆アレンジメント：鈴木達郎、阿部功、竹原裕子、西垣俊、山本節生、ANARCHY "TAKAPON"（岩井隆之）
- スペシャルサンクス：SHOEI（岡野正衛）、MUCCHI（村田治生）、SAKOMIZU（迫水新一郎）、P2、Mr.SIRAIWA、SAKI、CHIAKI.S、OHKO!（大小原宏治）

コンシューマースタッフ
- プロデューサー：船水紀孝、須藤克洋
- プランナー：伊津野英昭、BURUMA KOZY
- プログラマー：蓑宮正哲、蔵元久志、廣門輝明、森田久美子
- スクロールデザイン：ASAE.N（西辻朝枝）
- サウンド：近藤広明
- ミュージック：YUKO TAKEHARA TYPE-R（竹原裕子）
- インストラクションカードデザイン：A.IWASAKI（岩崎篤嗣）
- ネットワーク：KAZ YUNDE（弓手一良）、金子賢太郎、野田峰幸、MISS（三須康至）、NET MAN、SHIN.（上山真一）、松本純
- スペシャルサンクス：WAKANA.N、SEG.MEG、MICCHI.K、TAKUJI MISHIMA

## サウンドトラック
- 『QUIZなないろDREAMS虹色町の奇跡 ゲームサウンドトラック』 - 1997年1月22日には、アーケード版のサウンドトラックが『クイズなないろDREAMS 虹色町の奇跡』とのカップリングでサウンドトラックが発売された。CD2枚組。

## 関連作品
- スーパーメダルファイターズ - 1997年2月にアーケードで登場したメダルゲーム。本作をモチーフにしているが、パズルではなく対戦格闘風ルーレットゲームとなっている。
- MARVEL VS. CAPCOM CLASH OF SUPER HEROES - 1998年発売。本作と同様のクロスオーバー作品であることを引っ掛けたパロディとして、モリガンのエンディングで彼女とリュウが本作『スパズル』で対決する演出となっている。
- ポケットファイター - 1997年9月にアーケードで登場した、本作と同じSDキャラクターを使用した対戦型格闘ゲーム。ゲームジャンルや登場キャラクターの一部は異なるが雰囲気は本作と似通っており、ジェムが引き続き登場。
- ストリートファイターZERO ファイターズ ジェネレーション - 2006年5月25日に発売された、『ストリートファイターZERO』シリーズと上記の『ポケットファイター』を1本にまとめたPlayStation 2用ソフト。本作自体は収録されていないものの、『ポケットファイター』の追加要素として一部モードで『スパズル』のBGMがそのまま使用され、サウンドテストにもアーケード版およびPS、SS版『スパズル』の全曲が（さくらの歌も含め）収録されている。
- アイルーでパズルー - 2012年7月19日に発売されたPlayStation Portable用ソフト。『モンハン日記 ぽかぽかアイルー村』のキャラクターが登場する対戦パズルアクション。ゲームシステムは本作のものを流用しているが、キャラクターごとの特殊攻撃「必殺技」の要素がある。
- ストリートファイター パズルスピリッツ - 2014年12月9日よりAndroid、2015年4月14日よりiOS向けに配信開始されたパズルゲーム。略称「ストパズ」。本作と同様にデフォルメされた『ストリートファイター』シリーズのキャラクターがパズルゲームで対決するが、ゲーム内容やシステムは全く異なる作品。2017年3月30日13時59分をもってサービス終了。
- Puzzle Fighter（英語版） - 2017年11月27日よりiOSとAndroid向けに配信開始されたパズルゲーム。配信時点では英語版のみで、iOS版は日本のApp Storeでは配信されていない。本作のシステムを流用した作品で後継作にあたり、同じく低頭身のカプコンキャラクターが使用されているが、3Dモデルが使用されている。基本無料・アプリ内課金ありで、キャラクターの育成要素などが追加されている。2018年7月31日をもってサービス終了。